# Francesco Zugni
Francesco Zugni (1574–1621) là một họa sĩ Ý cuối thời kỳ Phục hưng. Ông sinh ra và hoạt động ở Brescia. Ông là học trò của Palma Giovane. Mối quan hệ giữa ông và Francesco Zugno hiện vẫn còn nghi vấn.